# 5056 Rahua
Az 5056 Rahua (ideiglenes jelöléssel 1986 RQ5) a Naprendszer kisbolygóövében található aszteroida. Henri Debehogne fedezte fel 1986. szeptember 9-én.